# انهدام پیش‌رونده

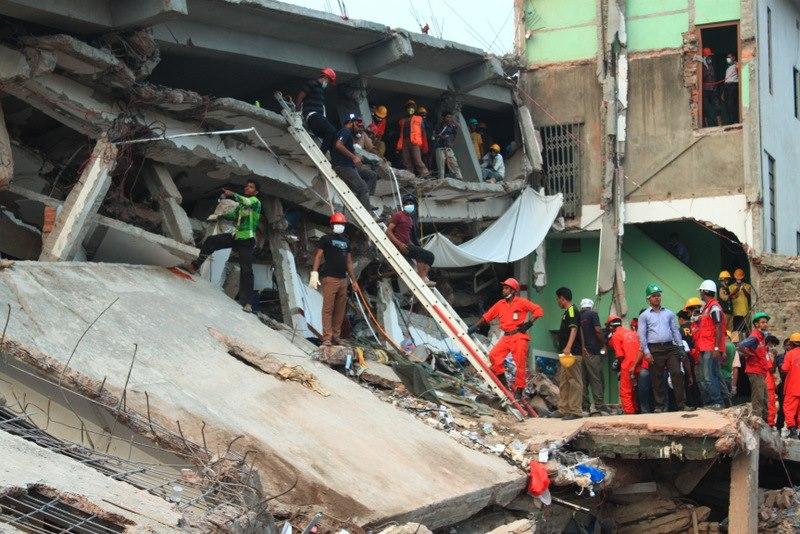
۲۰۱۳ سقوط کارخانه پوشاک داکا

ساختمان زمانی دچار ریزش پیش‌رونده می‌شود که یک سازه فرو می‌ریزد و منجر به شکست عناصر سازه‌ای مجاور می‌شود که به نوبه خود باعث خرابی بیشتر سازه می‌شود.
ریزش‌های پیشرونده ممکن است تصادفی باشد یعنی در نتیجه نقص طراحی، آتش‌سوزی، اضافه بار ناخواسته، خرابی مواد یا پدیده طبیعی (مانند فرسایش، باد یا زلزله) باشد. همچنین می‌تواند عمداً به عنوان یک روش تخریب، به ویژه روش انفجار ساختمان، یا ناشی از اقدامات تروریستی یا جنگی ایجاد شوند.